# Lijst van gregoriaanse koren
Deze lijst van gregoriaanse koren geeft een overzicht van zangkoren die zich muziek.
- Achel - Schola Cantorum Achel o.l.v. Wim Truyen
- Aalst - Gregoriaans Koor Gaudete o.l.v. Herman Timmerman
- Antwerpen-Ekeren - Schola Gregoriana Cantabo o.l.v. Werner Truyens
- Antwerpen - mannenkoor ZWK o.l.v. Johan Clerckx
- Bornem - Sint-Ceciliakoor - o.l.v. Edward Van Ranst
- Brugge - Kathedraalkoor Brugge o.l.v. Ignace Thevelein
- Brugge - Scola Gregoriana Brugensis o.l.v. Roger Deruwe
- Brugge - Schola Felicius Cantando  o.l.v. Renaat Van Hees
- Deerlijk - Gregoriaans Koor Deerlijk o.l.v. Egied Vandommele
- Drongen - Schola Trunchiniensis o.l.v. Peter Canniere
- Gent - Paratum Cor o.l.v. Thierry Pauwels
- Grimbergen - Gregoriaans Abdijkoor Grimbergen o.l.v. Gereon Van Boeschoten, O. Praem.
- Heverlee - Koninklijk Sint-Lambertuskoor o.l.v. Guillaume Derde
- Houthulst - Gregoriaans Koor Cantica o.l.v. Johan Tyberghien
- Kalken - Gregoriaans Koor Kalken o.l.v. John Derde
- Koekelberg - Schola van de Nationale Basiliek van Koekelberg o.l.v. François Houtart
- Knokke-Heist - Schola Gregoriana Dominicana o.l.v. Jacques Maertens
- Koksijde - Schola Gregoriana Henricus Beauvarlet o.l.v. Jan Vermeire
- Kortrijk - Laudate Dominum o.l.v. Walter Deroo
- Leuven - Gregoriaans Koor van Leuven o.l.v. Peter Canniere
- Leuven - Psallentes en Psallentes Femina o.l.v. Hendrik Van den Abeele
- Ronse - Schola Gregoriana Rotnacensis o.l.v. Dominique Wybraeke
- Sint-Niklaas - Schola Cantorum o.l.v. Luc De Cock
- Sint-Pieters-Leeuw - Schola Sainnensis o.l.v. Joachim Kelecom
- Tongeren-Musica Sacra Basiliek Tongeren Schola Gregoriana o.l.v. Jan Peeters
- Tongeren-Musica Sacra Basiliek Tongeren Schola Gregoriana Feminea o.l.v. Jan Peeters
- Turnhout - Gregoriaanse Schola van het Koninklijk Sinte-Ceciliakoor, parochie Heilig Hart, o.l.v. Maurits Van Obbergen
- Watou - Cum Jubilo o.l.v. Isabelle Theodon
- Watou - Schola Viri Galilaei o.l.v. Wim Orbie
- Pittem - Gregoriaans koor Laetare o.l.v. Herman Toebat
- Zele - Gregoriaans koor Mezza Voce o.l.v. Jules De Beule
- Zingem - Schola Cantorum Gaudeamus o.l.v. Wim Vandenmeersschaut

## Nederland
- Amsterdam - Benedictuskoor, in de Sint-Agneskerk
- Amsterdam - Gregoriana Amsterdam o.l.v. Geert Maessen
- Amsterdam - Schola Cantorum Amstelodamensis (in de Krijtberg) o.l.v. Lourens Stuifbergen
- Amsterdam - Schola Cantorum Amsterdam (M/V) o.l.v. Laine Tabora (V) en Rens Tienstra (M)
- Amsterdam - Schola Cantorum Arboris in De Papegaai o.l.v. Marianne Kalsbeek
- Amsterdam - Schola Cantorum Nomini Tuo - School voor Praktische Filosofie en Spiritualiteit
- Amsterdam - Schola Cantorum van het Obrechtkoor o.l.v. Luc Löwenthal
- Amsterdam - Schola Rhythmus et Metrum o.l.v. Dick van Kampen
- Amsterdam - Virga vocaal ensemble o.l.v. Geert Maessen
- Arnhem - Stichting Interparochiële Schola Cantorum Arnhem e.o. o.l.v. Jeroen Boogaarts
- Asten - Gregoriaans ensemble o.l.v. Wim Boerekamp
- Beverwijk - Herenkoor "St.Caecilia" van de Parochiekerk der Twaalf Apostelen (van Riemsdijklaan)
- Beverwijk - Schola Cantorum Kennemerland o.l.v. Ko Ariens
- Berkel-Enschot - Enschots Gregoriaans Koor o.l.v. Ad van Herel
- Capelle aan den IJssel - Schola Cantorum Isala o.l.v. Piet Streevelaar
- Den Bosch - Schola Cantorum ‘Die Sangeren Onser Liever Vrouwen’ (St Jans Kathedraal) o.l.v. Jeroen Felix
- Den Bosch - Schola Juventatis o.l.v. Jeroen Felix
- Den Bosch - Schola Puerorum o.l.v. Jeroen Felix
- Den Bosch - Cantores Sancti Gregorii o.l.v. Jan Janovcik
- Den Bosch - Gregoriaanse Kring o.l.v. Wilko Brouwers e.a.
- Den Haag - Gaudete Gregoriaans Koor Den Haag o.l.v Winfried Verweij
- Deventer - Schola Gregoriana Sancti Lebuini o.l.v Clemens Nieuwenhuis
- Didam - Latijns-Gregoriaans koor, parochie Gabriël (voormalig St.Martinus Herenkoor)
- Dordrecht - Interkerkelijke Schola Cantorum Dordrecht en omstreken, o.l.v. Elly Stuurman
- Drachten - Karmel Schola Drachten o.l.v. Hans Eijsink
- Echt - Herenkoor H. Landricus
- Eindhoven - Schola Cantorum Tungrorum o.l.v. Jos Liebens
- Geleen - Schola Gregoriana Kluis Geleen o.l.v. George Bakx
- Gouda - Schola Cantorum Antoniensis o.l.v. Bart Wiekart
- Groningen - In Amicitia et Devotione o.l.v. Hans Eijsink
- Groessen - Herenkoor Groessen o.l.v. Martijn van Leeuwen
- Haarlem - Schola cantorum Sint Joseph o.l.v.Dick Hoogenhout
- Helmond - Sint Jozefkoor o.l.v. Jos Leenen
- Hoofddorp - Schola Cantorum Hoofddorp o.l.v. Harry van Haaster
- Eygelshoven - Schola St. Johannes o.l.v. Kees Stouten
- Kampen - Schola Cantorum Campensis o.l.v Ditty van den Berg-Krijger
- Leeuwarden - Flores Asperientes o.l.v. Wim Gosens
- Limburg - Schola Cantorum van het Ward-Instituut o.l.v. Cyriel Tonnaer
- Maastricht - Schola Gregoriana (Sint-Servaasbasiliek, Maastricht)
- Maastricht - Schola Maastricht o.l.v. Hans Heykers
- Maastricht - Schola Nova en Schola Mariana (Onze-Lieve-Vrouwebasiliek, Maastricht) o.l.v. Hans Leenders, Hans Heykers
- Berlikum - Schola Cantorum Mistúra o.l.v. Piet Vessies
- Mook -  Broederschap der Sanghers o.l.v. Willy Wijers
- Nuenen - Gregoriaanse Schola Sint Andries van de parochie Heilig Kruis Nuenen, Gerwen en Nederwetten, o.l.v. Fran Hamilton
- Nijmegen - Gregoriaanse Schola Karolus Magnus o.l.v. Stan Hollaardt
- Nijmegen - Gregoriaanse Vrouwenschola Voces Caelestes o.l.v. Hanneke van der Grinten
- Nijmegen - Schola Cantorum Noviomagensis o.l.v. Jeroen Boogaarts
- Oudewater - R.K.Kerkkoor St.Caecilia o.l.v. Kees van den Brink
- Oosterhout, - Schola Cantorum Oostyerhout o.l.v.  Rudi Oomen
- Purmerend - Schola Cantorum Gregorianum Purmerend o.l.v. Tjeerd van der Ploeg
- Purmerend - Schola Laudate o.l.v. Cor Klaver
- Rhenen - Schola Cantorum St.Cunera o.l.v. Ronald de Haan
- Roermond - Schola Cantorum van het Ward-Instituut o.l.v. Cyriel Tonnaer
- Roermond - Schola Sancti Christofori o.l.v. Cyriel Tonnaer
- Roden - Schola Gregoriana Roden o.l.v. Hans Eijsink
- Schoorl - Veni Foras o.l.v. Henriëtte Henskens
- Schiedam - In Honorem Dei o.l.v. Bas van Houte in de Basiliek van de H. Liduina en Onze-Lieve-Vrouw van de Rozenkrans
- Sittard - Schola Sittardiensis Sanctus Michael o.l.v. Ad Gijzels
- Sevenum - Carmina Servata - Regionaal Gemengd Gregoriaans Koor
- Tiel - Schola Cantorum Tiel o.l.v. Frits Hendrich & Marius Kramer
- Tilburg - Tilburgs Gregoriaans Koor o.l.v. Jan Janovcik
- Twente - Schola Cantorum Twente o.l.v. Alie Smelt
- Uden - Les Chanteurs Gregoriens o.l.v. Bert de Win
- Utrecht - Gregoriaans Koor Utrecht o.l.v. Anthony Zielhorst
- Utrecht - Utrechtse Vrouwen Schola o.l.v. Arnoud Heerings
- Utrecht - Schola Cantorum van de Gerardus Majella parochie o.l.v. Theo van Haren
- Utrecht - Schola Cantorum van het Oud-Katholiek Aartsbisdom Utrecht o.l.v. Piet van der Steen
- Utrecht - Schola Catharina o.l.v. Heleen Keller
- Utrecht - Schola Martini o.l.v. Martie Severt
- Valkenswaard - Schola Cantorum Achel; Schola Gregoriana Dommelen o.l.v. Theo van Delft
- Venray - Schola St. Petrus' Bandenkoor o.l.v. Riet Gardeniers
- Wahlwiller - Wahlwiller Schola Cantorum o.l.v. Franco Ackermans
- Zeeuws-Vlaanderen - West Zeeuws-Vlaams Gregoriaans Koor  o.l.v. Ronald van Quekelberge
- Zutphen - Getijdenkoor St. Jan
- Zwolle - De Zwolse Schola Cantorum  o.l.v. Gerard Keilholtz